# コールドウェル・ジョーンズ
コールドウェル・ジョーンズ (Caldwell Jones, 1950年8月4日 - 2014年9月21日) は、アメリカ合衆国の元プロバスケットボール選手。身長211cm、体重98kg。ポジションはセンター及びパワーフォワード。1970年代から80年代にかけて、ABA及びNBAで17シーズンに渡ってプレーした。

## 経歴
アルバニー州立大学を卒業したジョーンズは、1973年のNBAドラフト全体32位でフィラデルフィア・76ersに指名されたが入団せず、ABAのサンディエゴ・コンキスタドアーズに入団した。2年目の1974-75シーズンにいずれもキャリア最高となる平均19.5得点14.1リバウンドをあげ、オールスターに選ばれた。また、プロデビューから2年連続でリーグのブロック王に輝いた。
1975-76シーズン終了後にABAとNBAが合併すると、ジョーンズはかつて自分をドラフト指名したフィラデルフィア・76ersに移籍した。ジョーンズと同じくABA出身のジュリアス・アービングに率いられた76ersは1976-77シーズンに早くもファイナル進出を果たしたが、ポートランド・トレイルブレイザーズに2勝4敗で敗れた。
ABA時代は得点面でも活躍していたジョーンズは、76ers移籍後はディフェンスとリバウンドに集中するようになった。このためNBAで平均2桁得点を記録することはなかったが、スタッツに現れない部分でチームに大きく貢献した。アービングやモーリス・チークス、ボビー・ジョーンズら好選手を揃えた76ersは1980年と1982年にファイナルまで勝ち上がったが、いずれもロサンゼルス・レイカーズに敗退した。ジョーンズ自身は1980-81シーズンから2年連続でNBAオールディフェンシブ1stチームに選出された。
1982年のファイナル敗退後、76ersは大物センターのモーゼス・マローン獲得のために大型トレードを敢行し、ジョーンズはヒューストン・ロケッツにトレードされた。76ersでは6シーズンプレーし、球団史上3位の通算926ブロックを記録した。
以後はロケッツ、シカゴ・ブルズ、ポートランド・トレイルブレイザーズを渡り歩き、マイケル・ジョーダンやクライド・ドレクスラーらとチームメイトになった。1989-90シーズンにサンアントニオ・スパーズで1シーズンプレーしたのを最後に、39歳で現役を引退した。
ABAとNBAを合算した成績は、1299試合の出場で通算10,241得点10,685リバウンド2,297ブロック（平均7.9得点8.2リバウンド1.8ブロック）であった。生涯通算2,297ブロックは史上14位にランクされている。
ジョーンズの兄弟6人のうち3人は彼同様プロバスケットボール選手となった。このうち弟のチャールズはNBAで726試合に出場した。また、兄のウィルはABAのメンフィス・プロズに所属していた1972年にオールスターに選ばれている。
ジョーンズは2014年に心臓発作のため64歳で急逝した。